# カスパー・ゲオルグ・カール・レインヴァルト

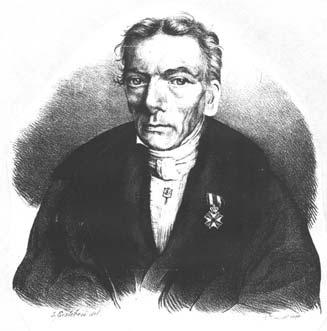
Caspar Georg Carl Reinwardt

カスパー・ゲオルグ・カール・レインヴァルト（Caspar Georg Carl Reinwardt、1773年6月5日 - 1854年3月6日）は、ドイツ生まれのオランダの博物学者、植物学者である。

## 生涯
ドイツ（神聖ローマ帝国）のリュットリングハウゼンに生まれた。生まれた後すぐ、家族はレネップに移った。父親が死ぬと兄はアムステルダムで薬局を営む親類のもとに送られ、ラインヴァルトも薬剤師の見習いとなった。この間、科学者と知り合い、アテナイオン学園で解剖学と植物学の講義を受けた。化学、薬学、植物学の知識によって、1800年にハルデルウェイク大学の博物学の教授となった。その後、アテナイオン学園などを歴任し、植民地の農業や科学技術を管理する委員会のメンバーとなることを依頼された。ジャワ島へ赴き1816年にバタビアに到着した。6年間に渡って、さまざまな仕事を行い、現地の学校や医療、植物栽培を改善した。現地の植物を研究し、外来種との交配の試験を行った。
最終的にBuitenzorg（現在のボゴール）に植物園をつくることを計画し、1817年にオランダ政府の承認を得てボゴール植物園の最初の園長となった。何度か植物採集の探検を行い、採集された植物はライデン薬草園に送られた。硝石の研究も計画するが、政府はこれを認めなかった。1817年にジャワ島東部の探検を行い、博物学標本を集めるが、オランダへ運ぶ途中で船の難破で失われた。1818年に噴火中のグヌン火山に登頂し観察結果を残した。1818年から1819年に主要なコレクションがヨーロッパに送られた。ライデン大学のブルグマンス（Sebald Justinus Brugmans）が没した後、ライデン大学の植物学、博物学、化学の教授として招かれたが1821年まで東インドに留まり、チモールやモルッカ、スラワジの探検を行った。1822年末にオランダに戻り、1823年にライデン大学の教授に就任し、ライデン薬草園の園長にもなった。1831年にライデン薬草園で栽培された植物のカタログを出版し、5800種が記載されたが、ラインヴァルトが園長を務める前の1822年に比べて600種近くが増加した。これはフィリップ・フランツ・フォン・シーボルトによって極東の植物によるものである。

## 著作
- Tijdschrift voor Natuurk. Wetensch. en Kunsten. Amsterdam 1810-1812
- Redevoering van C.G.C. Reinwardt. Amsterdam 1823 (Online)
- Ueber die natürliche Fruchtbarkeit der ostindischen Inseln, besonders von Java, und über die wahrscheinliche Ursache derselben. 1827
- Über den Charakter der Vegetation auf den Inseln des indischen Archipels. Berlin 1828 (Online)
- Über das Entstehen von Kalk und das Wachsthum der Muscheln und Korallenbänke in tropischen Meeren. 1831
- Über die Art und den Ursprung der eßbaren Vogelnester auf Java. 1838
- Plantae Indiae Batavae Orientalis. Leiden 1856 (Online)